# Ochthebius montanus
Ochthebius montanus es una especie de escarabajo del género Ochthebius, familia Hydraenidae. Fue descrita científicamente por Frivaldszky en 1881.
Se distribuye por Herzegovina. Mide 1,8 milímetros de longitud y su edeago 0,32 milímetros.